# Grønlands Seminarius Sportklub
Grønlands Seminarius Sportklub (kratica: "GSS") je grenlandsko športsko društvo iz grada Nuuka.
GSS ima dva odjeljka, nogometni i rukometni.

## Uspjesi

### Nogomet
- Prvaci :
  - 1972., 1973., 1975., 1976.
  - doprvaci : 1971.

- Prvakinje : 
  - treće : 2003.

### Rukomet
- Prvaci :
  - 1974., 1976., 1977., 1979.